# Ortogonal
En matemàtiques, el terme ortogonal és una generalització del concepte geomètric perpendicular.
Etimològicament ve del grec antic (ὀρθός orthos), que vol dir "recte" i (γωνία gonia), que vol dir angle.
Habitualment s'empra perpendicular per referir-se a l'espai euclidià i ortogonal quan es parla de vectors i sistemes de coordenades.

## Definició
Dos vectors {\displaystyle x} i {\displaystyle y} són ortogonals si el seu producte intern (producte escalar) és zero.
Dos subespais vectorials {\displaystyle A} i {\displaystyle B} són ortogonals si cada vector en {\displaystyle A} és ortogonal a tots els vectors en {\displaystyle B}.
Una transformació lineal {\displaystyle T:V\rightarrow V} s'anomena ortogonal si preserva el producte escalar dels vectors transformats. Això és, si parells de vectors preserven l'angle entre ells i els vectors les seves longituds.
El terme normal és sovint usat en lloc d'ortogonal. Nogensmenys, normal pot també referir-se a vectors unitaris. En particular es diu ortonormal d'un conjunt de vectors que són ortogonals i normals (de mòdul 1). Per tant, és preferible usar el terme ortogonal.

## Ortogonalitat en espais vectorials euclidians
En un espai euclidià de 2 o 3 dimensions 2 vectors són ortogonals si el seu producte escalar és zero, és a dir, fan entre ells un angle recte.
En 3 dimensions el complement ortogonal d'una línia és un pla i viceversa 
En un espai euclidià de 4 dimensions el complement ortogonal d'una recta és un hiperpla i viceversa i el d'un pla un altre pla.

### Exemple
Els vectors (1, 0, 0), (0, 0, 1) i (0, -1, 0) són ortogonals entre si. Es pot comprovar fent el producte escalar de dos en dos. El resultat serà sempre 0. A més, com tots ells tenen mòdul unitari, aquest conjunt de vectors forma una base ortonormal.

## Funcions ortogonals
Entre dues funcions f and g es pot definir un producte intern de la forma:
{\displaystyle \langle f,g\rangle _{w}=\int _{a}^{b}f(x)g(x)w(x)\,dx.}
on {\displaystyle w(x)} és una funció de pes (o ponderació) no negativa.
Hom diu que les funcions són ortogonals si el seu producte intern és zero:
{\displaystyle \int _{a}^{b}f(x)g(x)w(x)\,dx=0.}

### Exemples
- Les funcions quadràtiques (2t + 3) i (5t² + t − 17/9). són ortogonals respecte a una funció de pes unitària en l'interval entre -1 i 1:

{\displaystyle \int _{-1}^{1}\left(10t^{3}+17t^{2}-{7 \over 9}t-{17 \over 3}\right)\,dt=\left[{5 \over 2}t^{4}+{17 \over 3}t^{3}-{7 \over 18}t^{2}-{17 \over 3}t\right]_{-1}^{1}}
{\displaystyle =\left({5 \over 2}(1)^{4}+{17 \over 3}(1)^{3}-{7 \over 18}(1)^{2}-{17 \over 3}(1)\right)-\left({5 \over 2}(-1)^{4}+{17 \over 3}(-1)^{3}-{7 \over 18}(-1)^{2}-{17 \over 3}(-1)\right)}
{\displaystyle ={19 \over 9}-{19 \over 9}=0.}
- Les funcions (1), (sin(nx)), (cos(nx)) : n = 1, 2, 3, ... són ortogonals en respecte la mètrica de Lebesgue en l'interval entre 0 i 2π. Aquesta és la base teòrica de les sèries de Fourier.

- Diverses sèries de polinomis són polinomis ortogonals. En particular:
  - Els polinomis d'Hermite són ortogonals en respecte la distribució normal amb esperança matemàtica 0.
  - Els polinomis de Legendre són ortogonals en respecte la distribució uniforme a l'interval entre −1 i 1.
  - Els polinomis de Laguerre són ortogonals en respecte la distribució exponencial o la funció gamma.
  - Els polinomis de Txebixev de primera mena són ortogonals en respecte la funció {\displaystyle 1/{\sqrt {1-x^{2}}}.}
  - Els polinomis de Txebixev de segona mena són ortogonals en respecte la funció semicircular de Wigner.

## Construcció de vectors ortogonals
Un mètode molt famós per construir vectors ortogonals a d'altres és el Procés d'ortogonalització de Gram-Schmidt. És una eina molt útil que s'utilitza en molts camps de les Matemàtiques i que té moltes aplicacions. A un nivell matemàtic més bàsic, per trobar un Vector (matemàtiques) ortogonal a un cert vector {\displaystyle u\neq 0} és suficient trobar un vector {\displaystyle v\neq 0} que satisfaci {\displaystyle u\cdot v=0} on {\displaystyle \cdot } indica el Producte escalar entre dos vectors.

## Estadística
En anàlisi estadística, les variables que afecten un resultat s'anomenen ortogonals si són independents. Això és, que els seus efectes es poden predir per separat sense interacció entre ells.
Si hi ha correlació entre dues variables aleshores no són ortogonals. Noteu que hi ha força semblança entre el càlcul de la correlació de dues sèries de dades i el producte escalar de dos vectors.